# Podospora aloides
Podospora aloides är en svampart som först beskrevs av Karl Wilhelm Gottlieb Leopold Fuckel, och fick sitt nu gällande namn av J.H. Mirza & Cain 1970. Podospora aloides ingår i släktet Podospora och familjen Lasiosphaeriaceae.   Inga underarter finns listade i Catalogue of Life.
I den svenska databasen Dyntaxa används istället namnet Schizothecium aloides för samma taxon.  Arten är reproducerande i Sverige.